# Rahue
Rahue es el nombre de un sector del poniente de la ciudad de Osorno, Región de Los Lagos, Chile. 

## Descripción
El sector de Rahue cuenta con alrededor de 80 000 habitantes, y se caracteriza por estar separado del centro de la ciudad de Osorno por el río Rahue (río que le da su nombre); que cruza Osorno de sur a norte.
El sector se subdivide principalmente en cuatro zonas:
- Rahue Bajo, cuya arteria principal es la Avenida República.
- Mirasur, cuya arteria principal es Chorrillos
- Quinto Centenario, cuya arteria principal es La Misión
- Rahue Alto, cuya arteria principal es la Avenida Real.

## Deportes
El sector de Rahue ha tenido a un club participando en los Campeonatos Nacionales de Fútbol en Chile.
- Deportes Rahue (Tercera División 1989-1990).

- Datos: Q6098285